# 斯捷波韋 (巴文科伏區)
48°51′58″N 36°44′58″E / 48.86611°N 36.74944°E
斯泰波韋（烏克蘭語：Степове）是位於烏克蘭東部的村莊，由哈爾科夫州伊久姆區的巴爾溫科韋市鎮負責管轄。該村始建於1923年，面積0.21平方公里，海拔高度160米，2001年人口25，人口密度每平方公里121.4人。